# Московский научно-исследовательский институт радиосвязи
Московский научно-исследовательский институт радиосвязи (МНИИРС) — советский и российский научно-исследовательский институт. Один из старейший в России в области радиоэлектроники и приборостроения, ведёт свою историю с 1927 года.

## История
В 1927 году в октябре в Москве была образована мастерская «Профрадио», штат мастерской составлял 12 человек, занималась мастерская производством громкоговорителей, а также металлических и диэлектрических конструкций для детекторных приемников. В 1930 году мастерская была преобразована в Московский радиозавод № 2, а штат предприятия был расширен до 50 человек.
В годы Великой Отечественной войны завод полностью переориентировался под нужды фронта, разрабатывая и производя аппаратуру связи для военных кораблей, самолётов (РСИ-ЗА «Орёл») и танков, радиостанций для партизан и разведчиков «Джек», миноискателей, радиоуправляемых фугасов, передвижных громкоговорящих установок (ПГУ), отдельных деталей для автоматов ППШ, противотанковых ружей и другой военной продукции.
В 1947 году на базе производства был организован научно-исследовательский институту номер 695 (НИИ-695) с опытным заводом. Созданный НИИ был в большей степени ориентирован на нужды оборонно-промышленного комплекса страны. Конструкторы института создавали и совершенствовали радиоприёмники и средства связи для кораблей, самолётов, а также железнодорожного транспорта. Среди крупных достижений НИИ второй половины 1940-х годов можно выделить, например создание относительной фазовой телеграфии Н. С. Петровича, получившей впоследствии распространение во всём мире. В 1949 году, на год раньше появления зарубежных аналогов, конструктор НИИ А. М. Шаровский изобрёл печатные платы.
В 1950-х годах на первый план в НИИ-695 выходит космическая тема. Радиомаяк, созданный институтом, был установлен на первом искусственном спутнике Земли, запущенном 4 октября 1957 года. С 1959 по 1961 год коллективом конструкторов института была создана первая советская системы связи с космическими кораблями «Заря», разработанная для первого полёта человека в космос на корабле «Восток-1». За её разработку генеральный директор МНИИРС Л. И. Гусев и главный конструктор Ю. С. Быков были удостоены званий Героя Социалистического Труда.
23 апреля 1965 года с помощью ретранслятора «Альфа», созданного в стенах института и установленного на спутнике связи «Молния-1», впервые в мире был проведён космический телемост «Москва — Владивосток».
В 1966 году институт стал называться Московский научно исследовательский институт радиосвязи (МНИИРС). В 1970-х года институт получил Орден Трудового Красного Знамени и Орден Ленина, награды были вручены за развитие систем спутниковой связи, в том числе правительственной. Из систем можно отметить «Корунд», «Цунами», ЕССС-1, ЕССС-2, «Нуклон», «Горн».
В 1980-х годах институт стал одним из участников создания международной спутниковой поисково-спасательной системы «Коспас-Сарсат», созданной для оперативного спасения судов, самолётов и экспедиций, терпящих бедствие в океане или в труднодоступных районах мира.
В 1993 году институт МНИИРС был реорганизован в одноимённое акционерное общество. Новыми клиентами компании стали РАО «Газпром», Министерство путей сообщения, Минобороны, Таможенный комитет, компании «ЛУКойл», «Нефтегазспецстрой», региональные операторы сотовой связи.